# Friedrich-Karl Müller
Friedrich-Karl "Tutti" Müller (Berlim-Lichterfelde, 25 de dezembro de 1916 – Salzwedel, 29 de maio de 1944) foi um piloto alemão da Luftwaffe durante a Segunda Guerra Mundial. Voou em mais de 600 missões de combate e foi creditado com 140 vitórias aéreas. Ele conquistou oito vitórias aéreas durante a Batalha da França, 89 na Frente Oriental e mais 43 vitórias contra os Aliados Ocidentais na Frente do Mediterrâneo e na Defesa do Reich, incluindo 24 bombardeiros quadrimotores.
Nascido em Berlim-Lichterfelde, Müller cresceu na República de Weimar e na Alemanha Nazista. Depois de se formar na escola, ele se ofereceu para o serviço militar na Wehrmacht em 1936. Inicialmente servindo no Exército, ele foi transferido para a Luftwaffe em 1938. Ele completou o treinamento de voo em 1939 e foi enviado para a Jagdgeschwader 53 (JG 53). Voando com esta asa, Müller conquistou sua primeira vitória aérea em 27 de maio de 1940 durante a Batalha da França. Ele também lutou na Batalha da Grã-Bretanha, Operação Barbarossa, a invasão alemã da União Soviética e no Cerco de Malta antes de se transferir novamente para a Frente Oriental em 1942. Lá, ele reivindicou sua 100.ª vitória aérea e foi premiado com a Cruz de Cavaleiro da Cruz de Ferro com Folhas de Carvalho em 23 de setembro de 1942.
Em novembro de 1943, Müller assumiu o comando do I. Gruppe do JG 53 do JG 53, que operava na Frente do Mediterrâneo. Em fevereiro de 1944, ele se transferiu para a Jagdgeschwader 3 "Udet" (JG 3), comandando inicialmente o IV. Gruppe, lutando em defesa dos ataques diurnos das Forças Aéreas do Exército dos Estados Unidos. Em abril, ele foi nomeado Geschwaderkommodore (comandante de ala) do JG 3 e conquistou sua 140.ª vitória aérea em 12 de maio. Müller morreu em um acidente de pouso em 29 de maio de 1944. Postumamente, ele foi promovido a Oberstleutnant (tenente-coronel).

## Sumário da Carreira

### Condecorações
- Cruz de Ferro (1939)
  - 2.ª classe (17 de abril de 1940)[4]
  - 1.ª classe (20 de junho de 1940)[4]
- Cruz Germânica em Ouro (15 de novembro de 1943) como Major do I./JG 53[5]
- Troféu de Honra da Luftwaffe (13 de dezembro de 1943) como Hauptmann e piloto[6]
- Cruz de Cavaleiro da Cruz de Ferro (19 de setembro de 1942) como Oberleutnant e Staffelkapitän do 1./JG 53[7][Notas 1]
  - 126.ª Folhas de Carvalho (23 de setembro de 1942) como Oberleutnant e Staffelkapitän do 1./JG 53[10][Notas 2]
- Mencionado no Wehrmachtbericht (19 de abril de 1944)[12][13][14]

### Promoções
- 1 de junho de 1937 – Gefreiter[15]
- 25 de junho de 1937 – Fahnenjunker[15]
- 26 de março de 1938 – Fähnrich, efetivo a partir de 1 de março de 1938[15]
- 30 de junho de 1938 – Oberfähnrich, em vigor a partir de 1 de junho de 1938[15]
- 8 de novembro de 1938 – Leutnant (segundo-tenente), efetivo a partir de 1 de setembro de 1938[15]
- 1 de setembro de 1940 – Oberleutnant (primeiro-tenente)[15]
- 24 de outubro de 1942 – Hauptmann (capitão)[12]
- 1 de julho de 1943 – Major (major), com idade de posto datado de 1 de janeiro de 1944[12]